# 아마존기니피그
아마존기니피그(Cavia fulgida)는 천축서과에 속하는 남아메리카 설치류의 일종이다. 브라질과 아르헨티나의 토착종이다. 대서양림 생태구에서 발견된다. 1831년 와글너(Wagler)가 이 종을 처음 Cavia fulgida로 기록했고 1841년 룬드(P. W. Lund)가 Cavia rufescens로 동정했지만, 1901년 토마스(Oldfield Thomas)가 두 종을 같은 종으로 확인하기 전까지는 다른 종으로 간주되었다.